# Негода, Максим Юрьевич
Максим Юрьевич Негода (бел. Максім Юр'евіч Негода, род. 7 июля 1998 года) — белорусский борец греко-римского стиля, чемпион Европы 2020 года.

## Биография
Родился в 1998 году. С 2013 года в ранге кадета начал выступать на международной арене. Является призёром европейских и мировых чемпионатов по борьбе среди кадетов, юниоров и спортсменов не достигших возраста 23-х лет.  
В 2019 году на чемпионате мира среди спортсменов не старше 23-х лет, который проходил в Будапеште, в весовой категории до 63 кг завоевал бронзовую медаль.
В феврале 2020 года на чемпионате континента в итальянской столице, в весовой категории до 63 кг Максим в схватке за золотую медаль поборол спортсмена из России Ибрагима Лабазанова и завоевал титул чемпиона европейского первенства.